# إيغور سميرنوف
إيغور سميرنوف (الروسية: Игорь Николаевич Смирнов) (و. 1941 – م) هو سياسي، ومهندس، وعالم اقتصاد، من الاتحاد السوفيتي، ولد في بيتروبافلوفسك-كامتشاتسكي، هو عضوٌ في الحزب الشيوعي السوفيتي.

## مناصب
تولى منصب رئيس جمهورية ترانسنيستريا (13 ديسمبر 1991–30 ديسمبر 2011).

## التعليم
تعلم في جامعة زاباروجيا الوطنية التطبيقية.
| المناصب السياسية | المناصب السياسية                                  | المناصب السياسية       |
| ---------------- | ------------------------------------------------- | ---------------------- |
| سبقه             | رئيس ترانسنيستريا 13 ديسمبر 1991 - 30 ديسمبر 2011 | تبعه Yevgeny Shevchuk ‏ |